# Diocesi di Velicia
La diocesi di Velicia (in latino Dioecesis Veliciensis) è una sede soppressa e sede titolare della Chiesa cattolica.

## Storia
Velicia, identificabile con Drama o con Paliokhori in Grecia, è un'antica sede vescovile della provincia romana della Macedonia Seconda nella diocesi civile omonima, suffraganea dell'arcidiocesi di Filippi.
Nessun vescovo è conosciuto dalle fonti prima del 1054; la diocesi è menzionata tra le sei suffraganee di Filippi nella Notitia Episcopatuum redatta dall'imperatore bizantino Leone VI (886-912).
All'epoca della quarta crociata, fu istituita la sede metropolitana di rito latino di Filippi; al suo arcivescovo Guglielmo, papa Innocenzo III confermò tutte le suffraganee che erano state del metropolita greco; tra queste anche la diocesi di Velicia, di cui tuttavia non è noto alcun vescovo latino.
Dal XX secolo Velicia è annoverata tra le sedi vescovili titolari della Chiesa cattolica; la sede è vacante dal 19 giugno 1968. La sede, nata come sede arcivescovile con il titolo di Drama, assunse il nome attuale nel 1925.

## Cronotassi dei vescovi titolari
- Emmanuele Staraveros † (21 novembre 1861 - 11 settembre 1872 deceduto)[3]
- Guglielmo Piani, S.D.B. † (17 marzo 1922 - 21 aprile 1934 nominato arcivescovo titolare di Nicosia)[4]
- Joseph Otto Kolb † (10 agosto 1935 - 26 gennaio 1943 nominato arcivescovo di Bamberga)
- Eduard Nécsey † (12 marzo 1943 - 19 giugno 1968 deceduto)